# Lolita Ananasova
Lolita Volodymyrivna Ananasova (in ucraino Лоліта Володимирівна Ананасова?; Charkiv, 9 luglio 1992) è una nuotatrice artistica ucraina.

## Carriera
La carriera internazionale di Lolita Ananasova è iniziata con la partecipazione ai campionati mondiali di Roma 2009, dove si è piazzata al sesto posto nel programma libero del singolo e nel combinato a squadre. Dopo i quattro argenti collezionati agli europei giovanili di Tampere 2010, l'atleta ucraina ha vinto le sue prime medaglie senior conquistando tre bronzi (nel singolo, nella gara a squadre e nel combinato) ai successivi campionati europei di Budapest 2010.
Alle Olimpiadi di Rio de Janeiro 2016 disputa il duo insieme ad Anna Vološyna mancando il terzo posto per meno di un punto, dietro le giapponesi Yukiko Inui e Risako Mitsui (187.1358 punti totali contro 188.0547).

## Palmarès
- Mondiali di nuoto

Barcellona 2013: bronzo nella gara a squadre (programma libero e tecnico) e nel combinato.
Kazan' 2015: bronzo nel duo (programma libero).
- Europei di nuoto

Budapest 2010: bronzo nel singolo, nella gara a squadre e nel combinato.
Debrecen 2012: argento nella gara a squadre e nel combinato; bronzo nel singolo.
Berlino 2014: oro nel combinato a squadre, argento nel duo e nella gara a squadre.
Londra 2016: oro nella gara a squadre (programma libero); argento nel duo (programma libero e tecnico), nella gara a squadre (programma tecnico) e nel combinato.
- Mondiali giovanili

Indianapolis 2010: argento nel singolo, nel duo e nel combinato.
- Europei giovanili

Tampere 2010: argento nel singolo, nel duo, nella gara a squadre e nel combinato.